# Doris Hummer

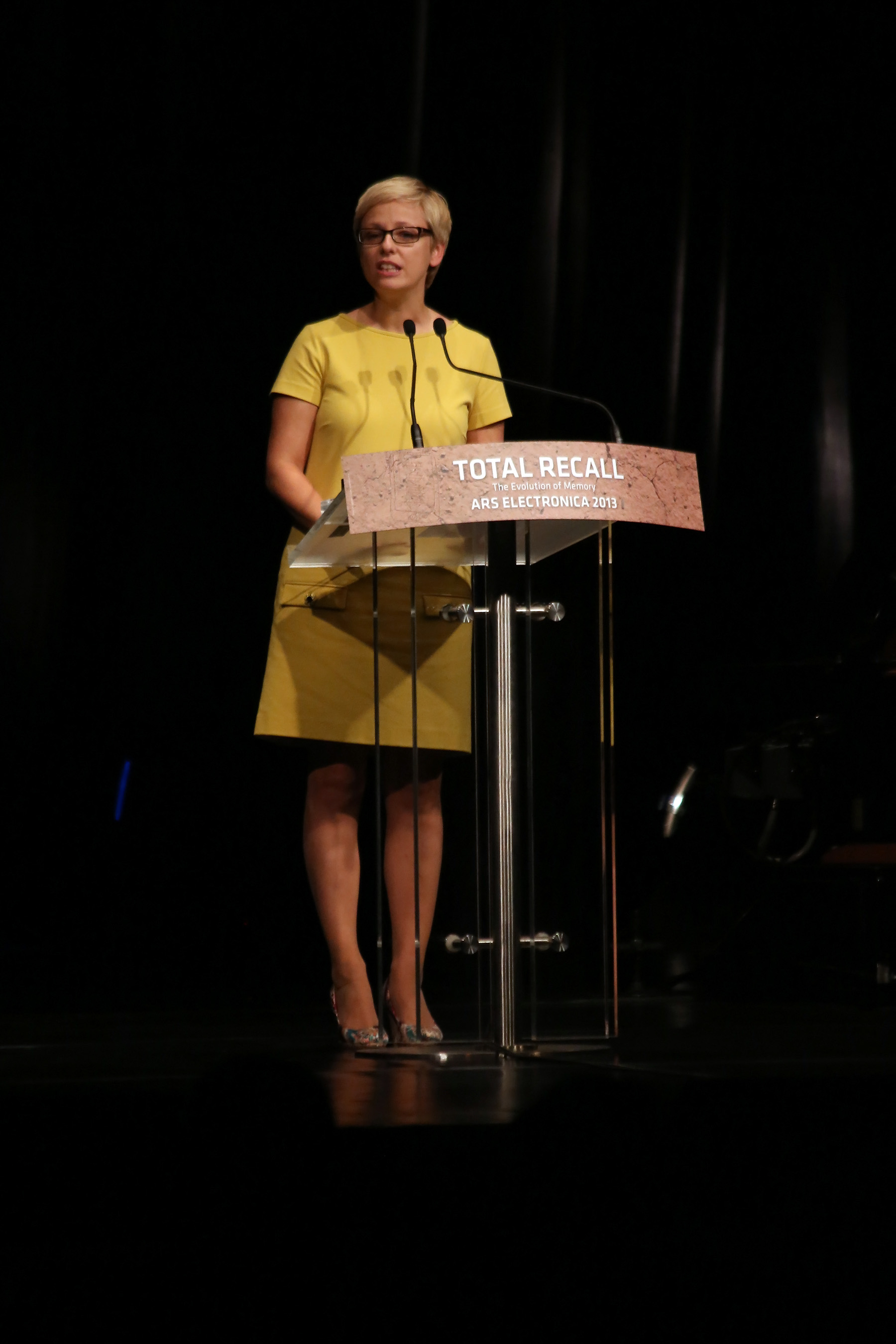
Doris Hummer, 2013

Doris Hummer (* 9. August 1973 in Grieskirchen) ist eine österreichische Politikerin (ÖVP) und Unternehmerin. Von 2009 bis 2015 war sie Landesrätin für Bildung, Wissenschaft und Forschung, Frauen und Jugend in der Oberösterreichischen Landesregierung und von 2015 bis 2017 Abgeordnete zum Oberösterreichischen Landtag. Seit 2016 ist sie Landesobfrau des Wirtschaftsbundes Oberösterreich und seit 2017 Präsidentin der Wirtschaftskammer Oberösterreich.

## Leben und Wirken
Doris Hummer besuchte Schulen in Pötting und Neumarkt. 1992 legte sie an der Handelsakademie in Wels die Matura ab und studierte anschließend bis 1997 Volkswirtschaft an der Johannes Kepler Universität Linz, unterbrochen von einem einjährigen Auslandsstudium in Wolverhampton. In Linz war sie in dieser Zeit in der Katholischen Hochschulgemeinde aktiv und wirkte zeitweise auch als deren Vorsitzende.
Nach dem Studium, das sie mit dem Magister abschloss, war sie zunächst im elterlichen Betrieb für Dach-, Wand- und Fassadensysteme in Vöcklamarkt tätig. 2002 gründete sie mit einer ehemaligen Studienkollegin ein eigenes Unternehmen im Bereich Marktforschung.
Hummer wurde nach der Landtagswahl in Oberösterreich 2009 von der ÖVP in die Landesregierung nominiert und war ab 23. Oktober 2009 Landesrätin mit den Zuständigkeitsbereichen Bildung, Wissenschaft und Forschung, Frauen und Jugend. Sie war das erste weibliche Mitglied der ÖVP in der oberösterreichischen Landesregierung.
Rund drei Wochen nach der Landtagswahl in Oberösterreich 2015 verlor Hummer eine Kampfabstimmung im ÖVP-Landesparteivorstand und damit ihre Position als Landesrätin. Hummer ist seit April 2016 in Nachfolge von Christoph Leitl Chefin des Oberösterreichischen Wirtschaftsbundes. Seit Juni 2017 ist sie als Nachfolgerin von Rudolf Trauner junior Präsidentin der Wirtschaftskammer Oberösterreich (WKOÖ). Anfang Juni 2025 wurde sie für die Funktionsperiode bis 2030 als WKOÖ-Präsidentin wiedergewählt.

## Privates
Doris Hummer lebt in einer Lebensgemeinschaft und hat einen Sohn.